# Estação Montebello
Montebello / Commerce Station é uma estação de trem da Metrolink localizada em 7,4 acre(s)s (0,030 km2)     na 2000 Flotilla Street em Montebello, Califórnia . É de propriedade e operado pela cidade de Montebello. A cidade também oferece um serviço de transporte, chamado Montebello Link, projetado para conectar os passageiros da Metrolink aos principais centros de emprego. Existem aproximadamente 267 vagas de estacionamento disponíveis. Não há serviço ferroviário para esta estação nos finais de semana, mas os ônibus conectados continuam a funcionar com um horário limitado.
Em setembro de 2012, a Câmara Municipal de Montebello aprovou um projeto de embelezamento de US $ 537.000 para atualizar a estação, que não havia sido atualizada desde sua construção em 1997.

## Plataformas
| Westbound | ■ Linha Ribeirinha | em direção a LA Union Station (Terminus)      |
| Westbound | ■ Linha Ribeirinha | em direção a Riverside-Downtown ( Indústria ) |

## Conexões de trânsito
- Metro Local : 18, 66
- Linhas de ônibus Montebello : 70, Montebello Link